# Necati Şahin
Necati Şahin (* 1955 in Çorum, Türkei) ist ein deutscher Schauspieler und Theaterleiter. Er ist der Gründer des Arkadaş Theaters, der Kölner „Bühne der Kulturen“.
Der Schauspieler gründete das Arkadas, welches er heute noch leitet, im Jahr 1983 als freies Theater. Heute besitzt die Bühne landesweites Renommee.
Als Theaterautor dramatisierte Sahin vor allem zahlreiche Werke der Weltliteratur für das Kindertheater, zum Beispiel Sindbad der Lastenträger von Bagdad, Oma – Fuchs – Kuh oder Aladin. Auch veröffentlichte Sahin Aufsätze zu Themen der Pädagogik in der Zeitschrift des Türkischen Lehrervereins in Köln. Als Schauspieler wirkte Sahin neben der Theaterarbeit an einigen Filmproduktionen mit.